# Sâne
Sâne – rzeka we Francji, przepływająca przez tereny departamentów Saona i Loara oraz Ain, o długości 46,8 km. Stanowi dopływ rzeki Seille.